# Smithers (Virginie-Occidentale)
Smithers est une ville américaine située dans le comté de Kanawha en Virginie-Occidentale. En 2010, sa population est de 813 habitants.
La ville doit son nom au ruisseau voisin Smithers Creek.